# Diauehi

Ligging van Diaochi

Diauehi (Diauhi of Diaochi, "Het land van de zonen van Diau") (Georgisch: დიაოხი, Diaochi) was een oud volk in het noordoosten van Anatolië, zoals het genoemd wordt in de Urartische inscripties.
Hoewel de exacte geografische omvang van Diaochi nog onduidelijk is plaatsen veel geleerden het in het noordoosten van het huidige Turkije, terwijl anderen vinden dat het in de Turks-Georgische grensgebied bevindt, bij de Koera.